# Sloveni in Italia
La minoranza slovena in Italia è una minoranza nazionale riconosciuta in Italia. La comunità slovena in Italia è formata da circa 46 000 autoctoni residenti in Friuli-Venezia Giulia, ed inoltre da circa 2 500 alcuni espatriati (secondo l'ISTAT, erano 2 506 i cittadini della Repubblica di Slovenia in Italia al 31 dicembre 2016).

## Storia
La diffusione dell'uso dello sloveno in alcune zone nel Nord-est dell'Italia trova la sua origine nell'Alto Medioevo; risalgono infatti già al VII secolo i primi documenti storici che attestano l'arrivo, dall'area balcanico-danubiana, di gruppi di popolazioni slave ed il loro insediamento nelle zone marginali della pianura friulana e delle sponde nord-orientali del Mare Adriatico che, dopo molteplici vicende storiche, diventarono parte dello Stato italiano.
I primi territori abitati dagli slavi ad entrare a far parte del territorio dello Stato italiano furono quelli della Benecia, ovvero la Val Resia (Rezija), le Valli del Torre (Terska dolina) e le Valli del Natisone (Nediške doline), nel 1866 a conclusione della terza guerra d'indipendenza italiana. La partecipazione al plebiscito del 21-22 ottobre 1866 della minoranza friulana di lingua slovena, fu particolarmente significativa. L'Impero austriaco, infatti, dopo il trattato di Campoformio aveva annullato l'autonomia giuridica, linguistica e fiscale un tempo riconosciuta dalla Serenissima Repubblica di Venezia alla comunità slovena, la quale anche per questo motivo aderì alle idee risorgimentali, che andarono ampliandosi sempre di più dopo la breve parentesi del 1848. Il voto antiaustriaco degli sloveni fu unanime: su 3 688 votanti vi fu una sola scheda contraria al Regno d'Italia. Il passaggio al Regno d'Italia comportò molti cambiamenti economici, sociali e culturali per tale territorio, ma iniziò anche una politica di italianizzazione delle Valli del Natisone e del Torre, che nei decenni successivi al plebiscito alimentò un progressivo sentimento di delusione delle speranze di riconoscimento dell'identità slovena.
     Aree annesse definitivamente all'Italia nel 1920;
     Aree annesse al Regno d'Italia nel 1920, passate al Territorio Libero di Trieste nel 1947 con i trattati di Parigi e assegnate all'Italia nel 1975 con il trattato di Osimo;
     Aree annesse al Regno d'Italia nel 1920, passate al Territorio Libero di Trieste nel 1947 con i trattati di Parigi e assegnate alla Jugoslavia nel 1975 con il trattato di Osimo;
     Aree annesse al Regno d'Italia nel 1920 e poi assegnate alla Jugoslavia nel 1947 con i trattati di Parigi.
Con la definizione del confine concordato dopo la prima guerra mondiale in base al trattato di Rapallo (nell'immagine segnato in colore giallo), il Regno d’Italia ottenne, oltre ai territori etnicamente misti abitati da italiani e da circa 120 000 sloveni, anche parte dei territori abitati prevalentemente da sloveni.
Dopo la seconda guerra mondiale il confine tra Italia e Jugoslavia venne spostato più ad ovest, comportando per l'Italia la perdita di gran parte del territorio etnicamente misto, abitato da italiani e sloveni, ottenuto dopo la prima guerra mondiale. 
     Territorio abitato prevalentemente da sloveni, (dopo la seconda guerra mondiale assegnato interamente alla Jugoslavia; nel 1991 assegnato alla Slovenia);
     Territorio etnicamente misto (italiani e sloveni), dopo la seconda guerra mondiale assegnato alla Jugoslavia (nel 1991 assegnato alla Slovenia);
     Territorio etnicamente misto (italiani e sloveni), dopo la seconda guerra mondiale assegnato alla Repubblica d'Italia.
Dopo la prima guerra mondiale, in base al trattato di Rapallo (1920), il Regno d'Italia ottenne ulteriori territori etnicamente misti abitati da italiani e sloveni: la Val Canale e i bacini idrografici dei fiumi Isonzo, Idria, Piuca, Timavo, Risano e Dragogna. I nuovi territori ottenuti dall’Italia comprendevano le città di Tarvisio, Gorizia, Trieste, Capodistria, e i centri abitati di Plezzo, Caporetto, Tolmino, Idria, Postumia, Bisterza.

Secondo il Censimento del 1921 i territori assegnati al Regno d’Italia erano abitati complessivamente da circa 260 000 sloveni, di cui solo 40 000 era in grado di parlare in lingua italiana.
Ciononostante, con l'avvento del fascismo nel 1922, nei territori etnicamente misti annessi all'Italia venne applicata l'assimilazione culturale attraverso l'italianizzazione forzata:
- con l'introduzione della Legge n. 2185 del 1/10/1923 (Riforma scolastica Gentile), furono abolite le scuole con lingua di insegnamento slovena [N 4];
- col Regio Decreto n. 800 del 29 marzo 1923 furono imposti d'ufficio nomi italiani a centinaia di località, assegnate all'Italia col Trattato di Rapallo, anche laddove precedentemente prive di denominazione in lingua italiana [N 5];
- in base al Regio Decreto N. 494 del 7 aprile 1927[12] furono italianizzati i cognomi di origine slovena [N 6].

(Relazione della Commissione mista storico-culturale italo-slovena istituita nell'ottobre 1993 sulla base di uno scambio di note intercorso tra i Ministri degli esteri italiano e sloveno)
Durante la seconda guerra mondiale, il 1º ottobre 1943, la regione fu invasa dalle truppe naziste e inglobata nella Zona d'operazioni del Litorale adriatico sotto il diretto controllo del Terzo Reich. Contemporaneamente il movimento di liberazione sloveno e il movimento di liberazione croato, che fino ad allora svolgevano la propria attività prevalentemente sul territorio del Regno di Jugoslavia invaso nell’aprile 1941 dagli eserciti del Regno d’Italia e da altre potenze dell'Asse, estesero le proprie azioni di guerriglia anche ai territori dell’ex Litorale Austriaco, assegnati al Regno d’Italia dopo la prima guerra mondiale ma che risultavano abitati anche da circa 440 000 jugoslavi (sloveni e croati). Tale comportamento veniva giustificato con proclami di annessione di tali territori alla Jugoslavia, emanati dai loro rispettivi organi di governo partigiano.
Dopo la sconfitta degli occupatori nazisti ottenuta congiuntamente dalle formazioni del IX. Corpus partigiano sloveno, della IV. Armata jugoslava e dalle avanguardie della seconda divisione neozelandese.. Da parte degli oltre 267 000 abitanti di lingua slovena e degli oltre 170 000 abitanti di lingua croata l’arrivo dei militari jugoslavi veniva salutato come una liberazione, non solo dall’occupazione tedesca, ma anche dal fascismo e dall'invisa sovranità del Regno d’Italia. In seguito ai successivi trattati di pace gran parte della Venezia-Giulia venne assegnata alla Jugoslavia. Nella parte della Venezia Giulia assegnata all’Italia dopo la guerra risultarono risiedere ancora circa 100 000 sloveni.

L'Italia repubblicana, in base alla nuova Costituzione, riconobbe agli sloveni residenti sul suo territorio i diritti riconosciuti alle minoranze linguistiche:
(Art. 6 della Costituzione della Repubblica Italiana)

Nella provincia di Trieste e in quella di Gorizia funzionano, dal primo dopoguerra, scuole statali con lo sloveno come lingua d'insegnamento.
Con la legge n. 38 del 23 febbraio 2001 è stato costituito il "Comitato istituzionale paritetico per i problemi della minoranza slovena" con sede a Trieste; si è provveduto a tracciare un elenco dei comuni abitati dalla minoranza, estendendo alle Valli del Natisone le norme di tutela, riconoscendo come scuole statali gli istituti bilingui privati. Nel 2007 è stato aperto nel centro di Trieste lo Sportello unico statale per gli Sloveni, al fine di consentire alla comunità di utilizzare la propria lingua materna nei rapporti con le istituzioni pubbliche.

## Diffusione geografica

### Provincia di Udine
La Benecia è un territorio che comprende le valli degli affluenti del fiume Natisone a nord-est di Cividale. La Benecia (in sloveno "Benečija") trae il suo nome dai suoi abitanti di origine slava che si definiscono "Beneški Slovenci", che in lingua slovena significa Sloveni veneti, facendo riferimento al fatto di essere appartenuti alla Repubblica di Venezia dal 1420 al 1797.

(La Slavia Veneta, Benečija, i primi sloveni in Italia)

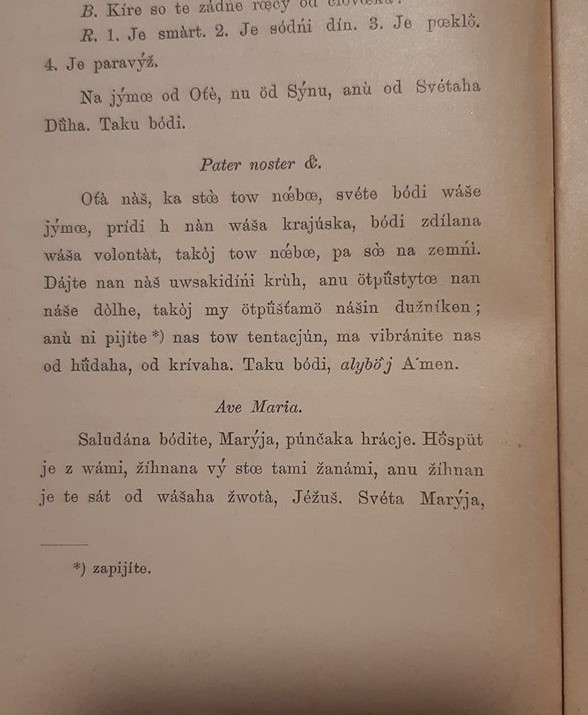
Padre nostro in dialetto resiano

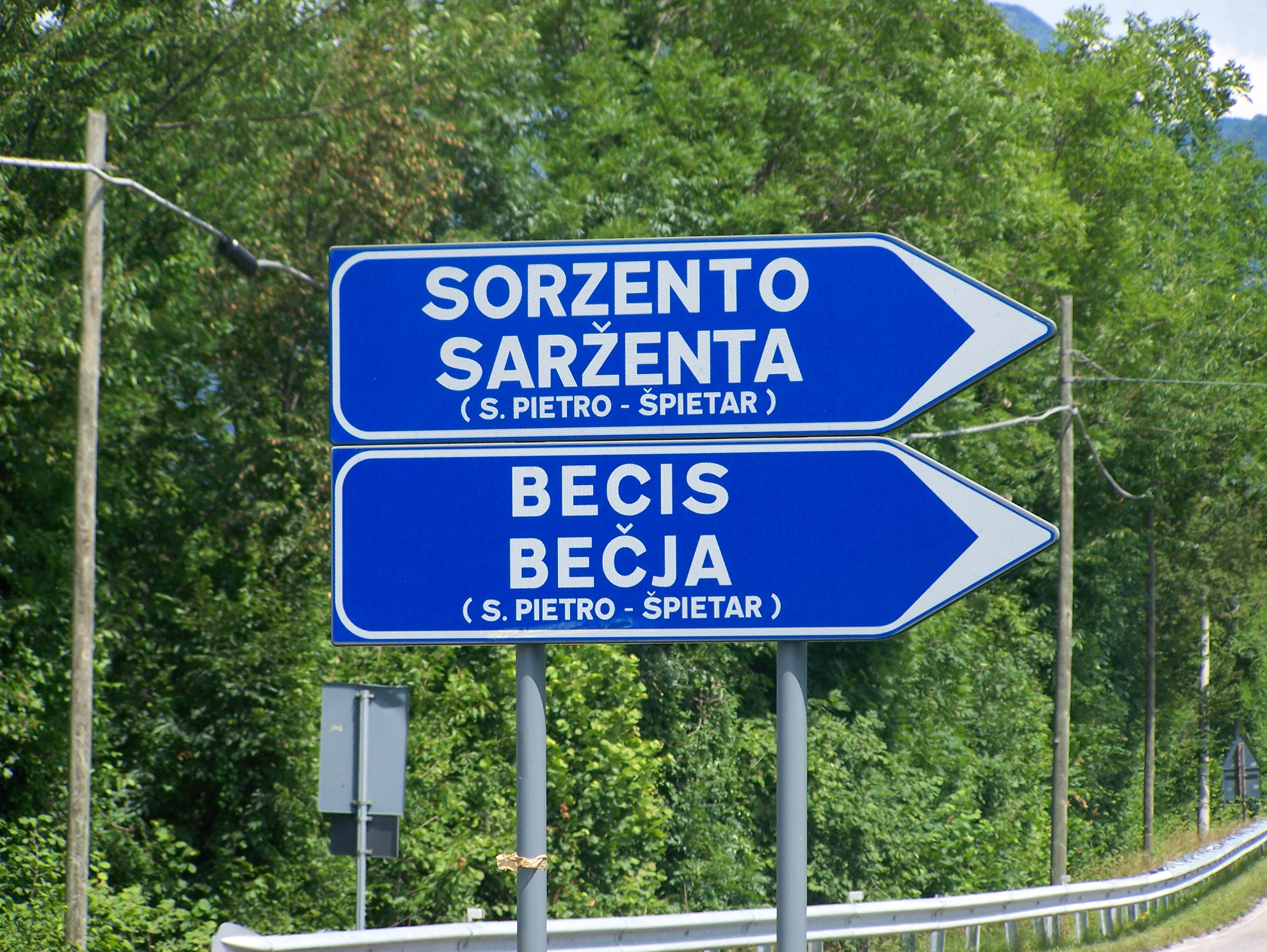
Segnaletica stradale bilingue nel comune di San Pietro al Natisone

I cittadini italiani di lingua slovena della provincia di Udine sono suddivisi in tre comunità autoctone, ognuna con specificità proprie.
In Val Canale gli abitanti di lingua slovena vivono nei comuni di Tarvisio (frazioni Camporosso, Cave del Predil, Fusine in Valromana), Malborghetto-Valbruna (frazioni Valbruna, Bagni di Lusnizza, Santa Caterina, Ugovizza) e Pontebba (frazione Laglesie San Leopoldo). Storicamente hanno fatto parte, fino al 1918, della Carinzia e della Carniola (frazione tarvisiana di Fusine in Valromana) e sono l'unica comunità slovena della provincia di Udine che ha storicamente goduto di un sistema scolastico in lingua slovena. L'insegnamento in lingua slovena in alcune scuole pubbliche è stato interrotto durante il ventennio fascista e reintrodotto in alcune scuole elementari pubbliche dopo quasi cento anni.
In Val Resia è diffuso un dialetto sloveno (il resiano) con caratteristiche proprie, che viene percepito da molti parlanti, che hanno sviluppato una propria peculiare identità etno-linguistica, come idioma autocnono a sé stante; conseguentemente essi rifiutano la qualifica di "sloveni". A prescindere da tali considerazioni localistiche, gli slavisti considerano il resiano un dialetto sloveno. In merito all'appartenenza o meno del dialetto resiano nell'ambito dei dialetti della lingua slovena, nel 2019 l'Istituto per la lingua slovena presso il Centro di Ricerca Scientifica dell'Accademia Slovena della Scienza e dell'Arte di Lubiana ha ribadito che “i dialetti delle Valli del Natisone, delle Valli del Torre e della Val Resia si possono oggettivamente classificare tra i dialetti della lingua slovena”. Anche l'Associazione italiana degli slavisti ha ribadito, in varie occasioni, che gli sloveni della provincia di Udine (Val di Resia, Valli del Natisone, e Valle del Torre e del Cornappo) parlano tre diversi dialetti sloveni, appartenenti, come i dialetti sloveni delle province di Gorizia e Trieste, al gruppo dei dialetti comunemente definiti "del Litorale".
Nella Slavia friulana si parlano i dialetti sloveni detti del Natisone (nadiški) e del Torre (terski). Essa comprende i comuni di Lusevera, Taipana, Pulfero, Savogna, Grimacco, Drenchia, San Pietro al Natisone, San Leonardo, Stregna e le frazioni montane dei comuni di Nimis, Attimis, Faedis, Torreano e Prepotto.
La più antica testimonianza della presenza degli slavi nelle Valli del Natisone è rappresentata dalla descrizione dello scontro tra le tribù slave e il duca del Friuli Vectari, avvenuto presso Cividale nella seconda metà del VII secolo e narrato dallo storico longobardo Paolo Diacono nel suo libro Historia Langobardorum. Gli slavi si stabilirono in queste zone già in epoca longobarda, tanto che fu proprio il potere longobardo ad accogliere i primi coloni e ad imporre il confine orientale tra popolazione romanza e slava, quasi coincidente al limite naturale esistente tra la pianura (romanza) e il territorio montuoso delle prealpi (slavo).
In base al censimento del 1921 gli Sloveni in provincia di Udine erano circa 34.000.
|                                |                                |  |       |       |
| ------------------------------ | ------------------------------ |  | ----- | ----- |
| madrelingua italiana (499.975) | madrelingua italiana (499.975) |  | 96,7% | 96,7% |
| madrelingua slovena (16.935)   | madrelingua slovena (16.935)   |  | 3,3%  | 3,3%  |

Secondo stime recenti, il numero degli slavofoni in provincia di Udine ammonta a circa 10.000.
Comuni della provincia di Udine a maggioranza slavofona:
Resia/Rezija, Taipana/Tipána, Lusevera/Bardo, Pulfero/Podbonesec, Drenchia/Dreka, Grimacco/Garmak, Savogna/Sovodnje, San Leonardo/Svet Lienart o Podutana, Stregna/Srednje.
Altri comuni della provincia di Udine in cui la legge 38/2001 riconosce la presenza della minoranza slovena:
Tarvisio/Trbiž, Malborghetto-Valbruna/Naborjet-Ovčja vas, Nimis/Neme, Attimis/Ahten, Faedis/(Fojda), Torreano/Tavorjana, San Pietro al Natisone/(Špeter Slovenov), Cividale del Friuli/Čedad, Prepotto/Praprotno.

### Provincia di Gorizia
Il nome italiano Gorizia deriva dal sostantivo slavo gorica (leggi gorìza), diminutivo di gora (monte), e significa collina. Si tratta di un toponimo slavo comune in Friuli - es. Goricizza (frazione di Codroipo, UD), Gorizzo (frazione di Camino al Tagliamento, UD), ecc. - che probabilmente sta ad indicare il ripopolamento della zona ad opera di genti slave dopo le devastanti incursioni degli Ungari (IX secolo).
Il nome di Gorizia compare per la prima volta nell'anno 1001 in una donazione imperiale che Ottone III fece redigere a Ravenna, mediante la quale egli cedeva il castello di Salcano e la villa denominata Goriza (medietatem predii Solikano et Gorza nuncupatum) a Giovanni, patriarca di Aquileia, ed a Guariento, conte del Friuli. La località è ricordata successivamente nel 1015 (medietatem unius villae que sclavonica lingua vocatur Goriza).
In base ai dati del censimento del 1910, nell'area corrispondente all'attuale provincia di Gorizia risultavano circa 22 000 Sloveni, di cui circa 11 000 nella città di Gorizia, che in quel tempo contava circa 31 000 abitanti.
In base ai dati del censimento del 1921, nell'area corrispondente all'attuale provincia di Gorizia risultavano circa 15 000 Sloveni.
|                                |                                |  |       |       |
| ------------------------------ | ------------------------------ |  | ----- | ----- |
| madrelingua italiana (131 879) | madrelingua italiana (131 879) |  | 92,6% | 92,6% |
| madrelingua slovena (10 533)   | madrelingua slovena (10 533)   |  | 7,4%  | 7,4%  |

Secondo stime più recenti, il numero degli slavofoni in provincia di Gorizia ammonta a circa 10 000.
Lo sloveno standard è parlato da parte della minoranza di lingua slovena della città di Gorizia e di alcune zone dei comuni di Cormons, Sagrado, Ronchi dei Legionari e Monfalcone, mentre nei comuni di San Floriano del Collio, Savogna d'Isonzo, Doberdò del Lago e nelle frazioni di Oslavia, Piuma, Groina e Sant'Andrea lo sloveno è la lingua parlata dalla maggior parte della popolazione. Comunità di lingua slovena sono presenti anche nei centri industriali della Bisiacaria.

Nel comune di San Floriano del Collio e in alcune frazioni di Cormons, Dolegna del Collio e Gorizia (Podgora/Piedimonte) è diffusa la variante detta dialetto del Collio (briško narečje), mentre nei comuni del Carso goriziano e nei sobborghi meridionali di Gorizia si parla il dialetto carsico (kraško narečje).

### Provincia di Trieste

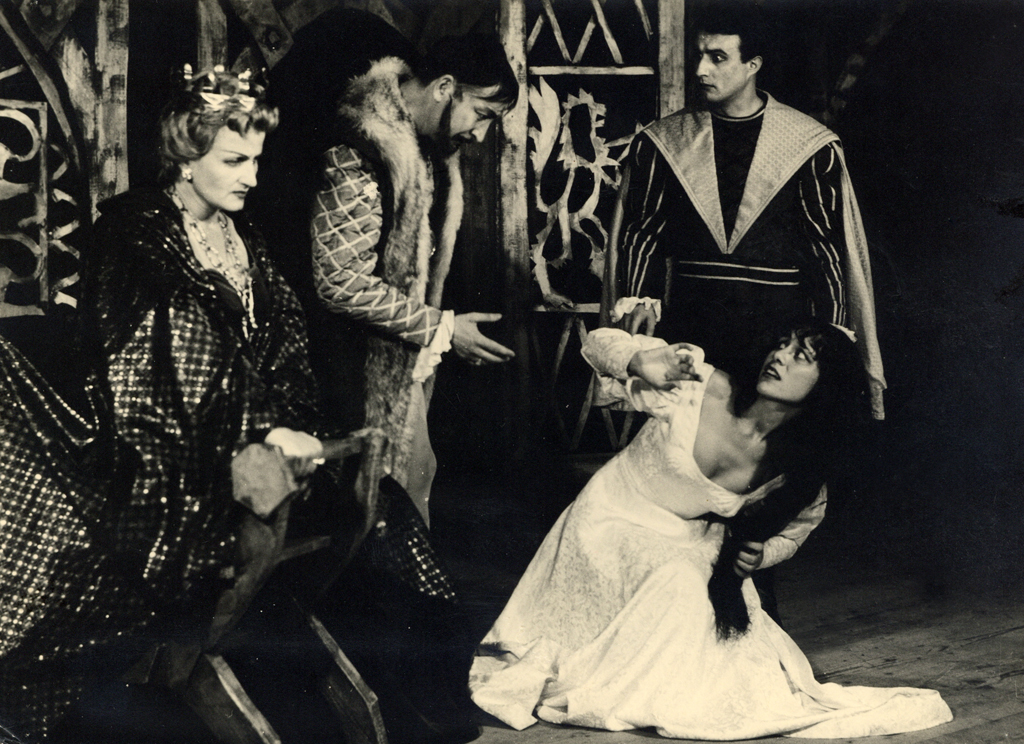
Scena tratta dall'Amleto rappresentato nel 1962 dalla compagnia teatrale del Teatro Stabile Sloveno di Trieste

Gli antenati slavi degli attuali appartenenti alla minoranza slovena iniziarono a stabilirsi nelle aree disabitate nei dintorni della città di Trieste già all'epoca di Carlo Magno, come risulta documentato dal Placito del Risano formulato nell'804 presso il fiume Risano a soli 12 km a sud di Trieste.
In base ai dati del censimento del 1910, nell'area corrispondente all'attuale provincia di Trieste, che in quel tempo contava circa 230 000 abitanti, risiedevano circa 72 000 sloveni.
In base ai dati del censimento del 1921, nell'area corrispondente all'attuale provincia di Trieste risultavano circa 29.000 sloveni.
|                                |                                |  |       |       |
| ------------------------------ | ------------------------------ |  | ----- | ----- |
| madrelingua italiana (275.597) | madrelingua italiana (275.597) |  | 91,8% | 91,8% |
| madrelingua slovena (24.706)   | madrelingua slovena (24.706)   |  | 8,2%  | 8,2%  |

 
Secondo stime più recenti, il numero degli slavofoni in provincia di Trieste ammonta a circa 30 000.
In provincia di Trieste, dove risiede la comunità di lingua slovena più numerosa della regione, lo sloveno è parlato, dagli appartenenti della minoranza, su quasi tutto il territorio della provincia, tranne che nella città di Muggia. La comunità di lingua slovena è minoritaria nella città di Trieste, mentre è maggioritaria nei comuni di Duino-Aurisina, Sgonico, Monrupino, San Dorligo della Valle e in alcuni sobborghi periferici del comune di Trieste.
Nelle zone rurali del comune di Muggia, nella maggior parte delle frazioni del comune di Dolina-San Dorligo della Valle e in alcuni rioni periferici di Trieste è diffuso il dialetto istriano-variante di Risano. Nei comuni di Monrupino, Sgonico e in alcune frazioni di Dolina-San Dorligo della Valle è diffuso il dialetto carniolino centrale (notranjsko narečje). Lo sloveno è diffuso come dialetto carsico (kraško narečje) anche su tutto il territorio del comune di Duino-Aurisina (ad esclusione della frazione Villaggio del Pescatore), dove però è minoritario rispetto all'italiano.

## Legislazione
Nella sentenza N. 62/1992 della Corte Costituzionale viene precisato, in merito al grado di tutela riservato ad una minoranza linguistica riconosciuta, che detta tutela si può considerare pienamente realizzata solo quando, nell'ambito del territorio di insediamento della minoranza, si consenta a ciascun appartenente a tale minoranza di non essere costretto ad adoperare una lingua diversa da quella materna nei rapporti con le autorità pubbliche.

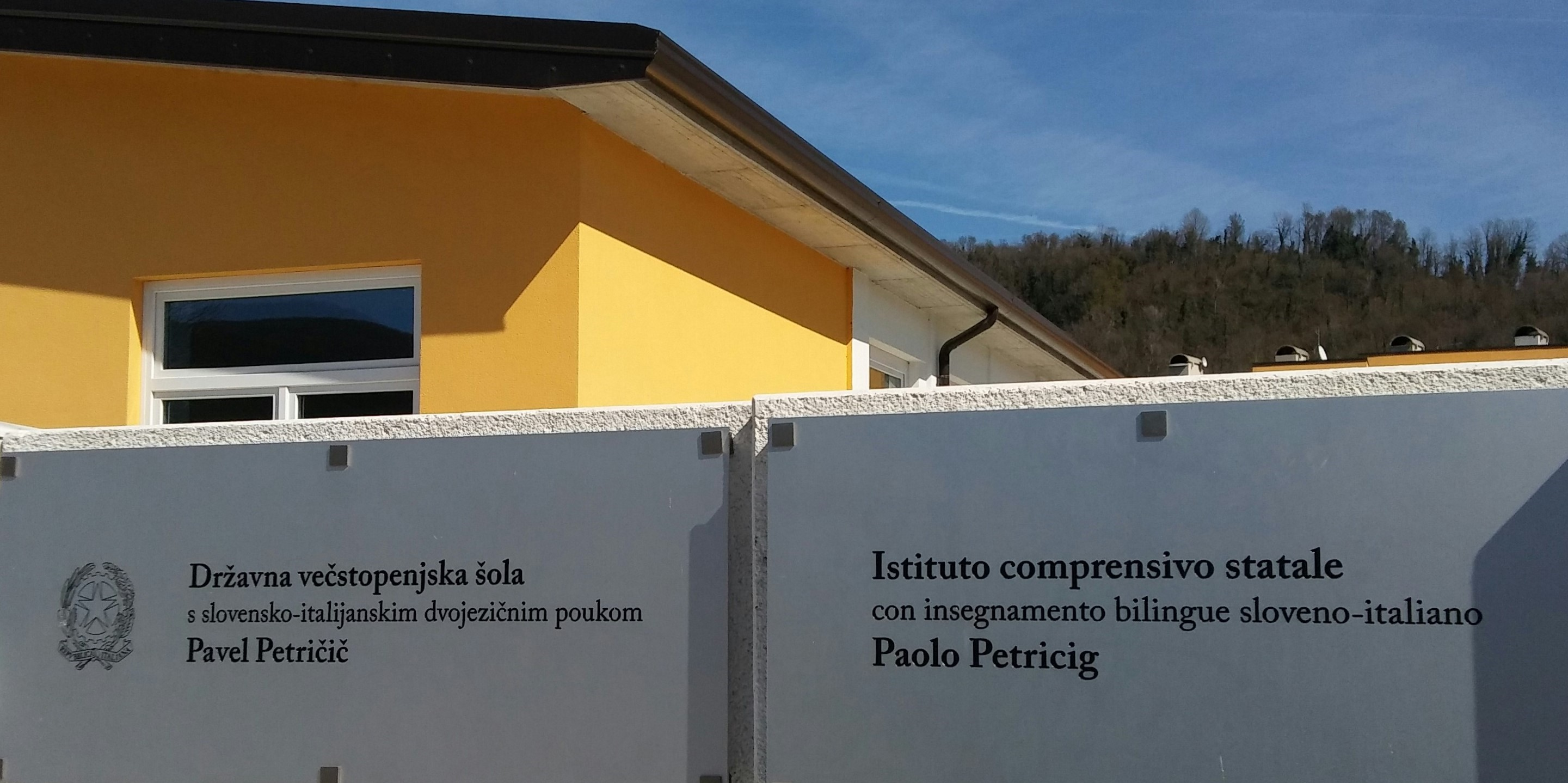
La legge di tutela della minoranza slovena (Legge 38/2001) ha consentito nel 2001 l'istituzione a San Pietro al Natisone dell'Istituto comprensivo statale con insegnamento bilingue sloveno-italiano, frequentato, nell'anno scolastico 2021/2022, da circa 240 bambini ed alunni della scuola elementare e media inferiore

Fino al 1999 la minoranza di lingua slovena godeva di una tutela linguistica derivante da clausole di trattati internazionali firmati dall'Italia. Tale tutela riguardava principalmente la comunità di lingua slovena in provincia di Trieste  e, con diritti linguistici più limitati, in provincia di Gorizia, mentre per le comunità di lingua slovena in provincia di Udine non era prevista alcuna tutela linguistica. Solo con la Legge 15 dicembre 1999, n. 482 e la Legge 23 febbraio 2001, n. 38 la tutela della lingua minoritaria slovena venne estesa a tutti i comuni della regione Friuli-Venezia Giulia, elencati nella tabella dei comuni del Friuli-Venezia Giulia nei quali si applicano le misure di tutela della minoranza slovena
La popolazione slovena in Italia e i cittadini italiani di lingua slovena, appartenenti ad essa, sono destinatari di disposizioni legislative emanate per consentire la fruizione di tutele e l'esercizio di diritti, che altrimenti risulterebbero riconosciuti solamente ai loro concittadini di lingua italiana:
- Il diritto di accedere all'istruzione obbligatoria nella propria lingua materna;
- Il diritto di avere il proprio nome e cognome scritto in tutti gli atti pubblici secondo l'ortografia della propria lingua materna;
- Il diritto di ottenere documenti di carattere personale quali la carta di identità e i certificati anagrafici, redatti nella propria lingua materna;
- Il diritto di usare la propria lingua materna anche nei rapporti con le autorità amministrative e giudiziali, nonché con i concessionari dei servizi di pubblico interesse (almeno nel territorio caratterizzato storicamente dalla presenza della popolazione slovena).

## Società

### Istruzione pubblica
Dopo la seconda guerra mondiale la comunità di lingua slovena residente nel Friuli-Venezia Giulia riottenne il diritto di istruzione pubblica nella propria lingua madre, diritto che era stato negato nel 1923 con la Riforma scolastica Gentile.

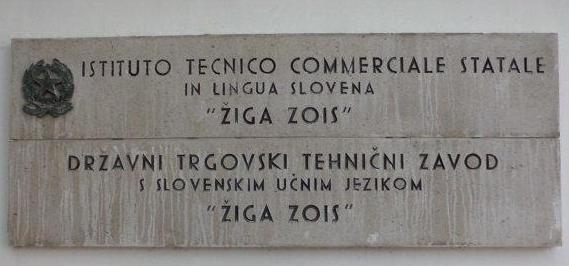
Insegna dell'Istituto tecnico statale "Žiga Zois" di Trieste

| Istituti comprensivi con lingua d'insegnamento slovena |
| --- |
| Istituto comprensivo con lingua d'insegnamento slovena di San Giacomo / Večstopenjska šola s slovenskim učnim jezikom pri Svetem Jakobu - Trieste                                                  |
| Istituto comprensivo con lingua d'insegnamento slovena Vladimir Bartol di San Giovanni / Večstopenjska šola s slovenskim učnim jezikom Vladimir Bartol – Trieste                                   |
| Istituto comprensivo con lingua d'insegnamento slovena di Opicina / Večstopenjska šola s slovenskim učnim jezikom na Opčinah – Trieste e Monrupino                                                 |
| Istituto comprensivo con lingua d'insegnamento slovena di Aurisina / Večstopenjska šola s slovenskim učnim jezikom v Nabrežini – Duino-Aurisina e Sgonico                                          |
| Istituto comprensivo con lingua d'insegnamento slovena di San Dorligo della Valle / Večstopenjska šola s slovenskim učnim jezikom v Dolini – San Dorligo della Valle                               |
| Istituto Comprensivo con lingua d'insegnamento slovena di Gorizia / Večstopenjska šola s slovenskim učnim jezikom v Gorici – Gorizia e San Floriano del Collio                                     |
| Istituto Comprensivo con lingua d'insegnamento slovena di Doberdò del Lago / Večstopenjska šola s slovenskim učnim jezikom v Doberdobu – Doberdò del Lago, Ronchi dei Legionari e Savogna d'Isonzo |

| Istituti Statali d'Istruzione Superiore con lingua d'insegnamento slovena                                                                      |
| --- |
| Liceo scientifico statale France Prešeren / Državni znanstveni licej France Prešeren - Trieste                                                 |
| Liceo socio-economico e umanistico Anton Martin Slomšek / Licej družbeno-ekonomska in humanistična srednja šola Anton Martin Slomšek - Trieste |
| Istituto tecnico statale Žiga Zois / Državni tehnični zavod Žiga Zois - Trieste                                                                |
| Istituto statale d'istruzione Superiore Jožef Stefan / Državni izobraževalni zavod Jožef Stefan - Trieste                                      |
| I.S.I.S. Simon Gregorčič Primož Trubar / Državni izobraževalni zavod Simon Gregorčič Primož Trubar - Gorizia                                   |
| I.S.I.S. Ivan Cankar / Državni izobraževalni zavod Ivan Cankar - Gorizia                                                                       |

### Uso della lingua slovena nella Chiesa
La Chiesa cattolica si impegna a consentire ai suoi fedeli di lingua slovena l'uso della loro lingua madre in tutte le funzioni religiose. Nelle chiese delle parrocchie in cui è presente un numero significativo di fedeli sloveni, le funzioni religiose vengono svolte in lingua slovena. Nelle diocesi di Trieste e di Gorizia vi sono anche due vicari episcopali per i fedeli di lingua slovena.

### Istituzioni ed associazioni
La minoranza slovena in Italia è rappresentata da due strutture organizzative che complessivamente coordinano la quasi totalità delle attività comunitarie slovene: la Slovenska kulturno gospodarska zveza (SKGZ - Unione Culturale Economica Slovena) e lo Svet slovenskih organizacij (SSO - Confederazione delle Organizzazioni Slovene).
Le istituzioni culturali cardinali invece sono il Teatro Stabile Sloveno, la Glasbena Matica (Centro musicale sloveno), la biblioteca (Narodna in Studijška Knjižnica) e lo SLORI (Istituto sloveno di ricerche).

### Produzione letteraria
Tra gli sloveni in Italia ci sono stati, e ci sono tuttora, anche diversi scrittori, tra cui alcuni anche di fama internazionale. Il più conosciuto tra essi è Boris Pahor, le cui opere, scritte in sloveno, sono state tradotte in italiano e in numerose altre lingue; per le sue opere letterarie è stato insignito di numerosi premi ed onorificenze, tra cui l'Ordine al merito della Repubblica Italiana conferitogli nel 2020 dal Presidente della Repubblica Sergio Mattarella. Degni di nota anche gli scrittori Alojz Rebula, Dušan Jelinčič e Marij Čuk .

### Mezzi di informazione
A Trieste viene stampato il quotidiano Primorski dnevnik, a Cividale del Friuli il settimanale Novi Matajur e il quindicinale DOM kulturno verski list, a Gorizia il settimanale cattolico Novi glas.
Inoltre c'è Rai Radio Trst A che è un'emittente radiofonica italiana a diffusione regionale, edita dalla Rai, in lingua slovena.